# David Beck (Maler)

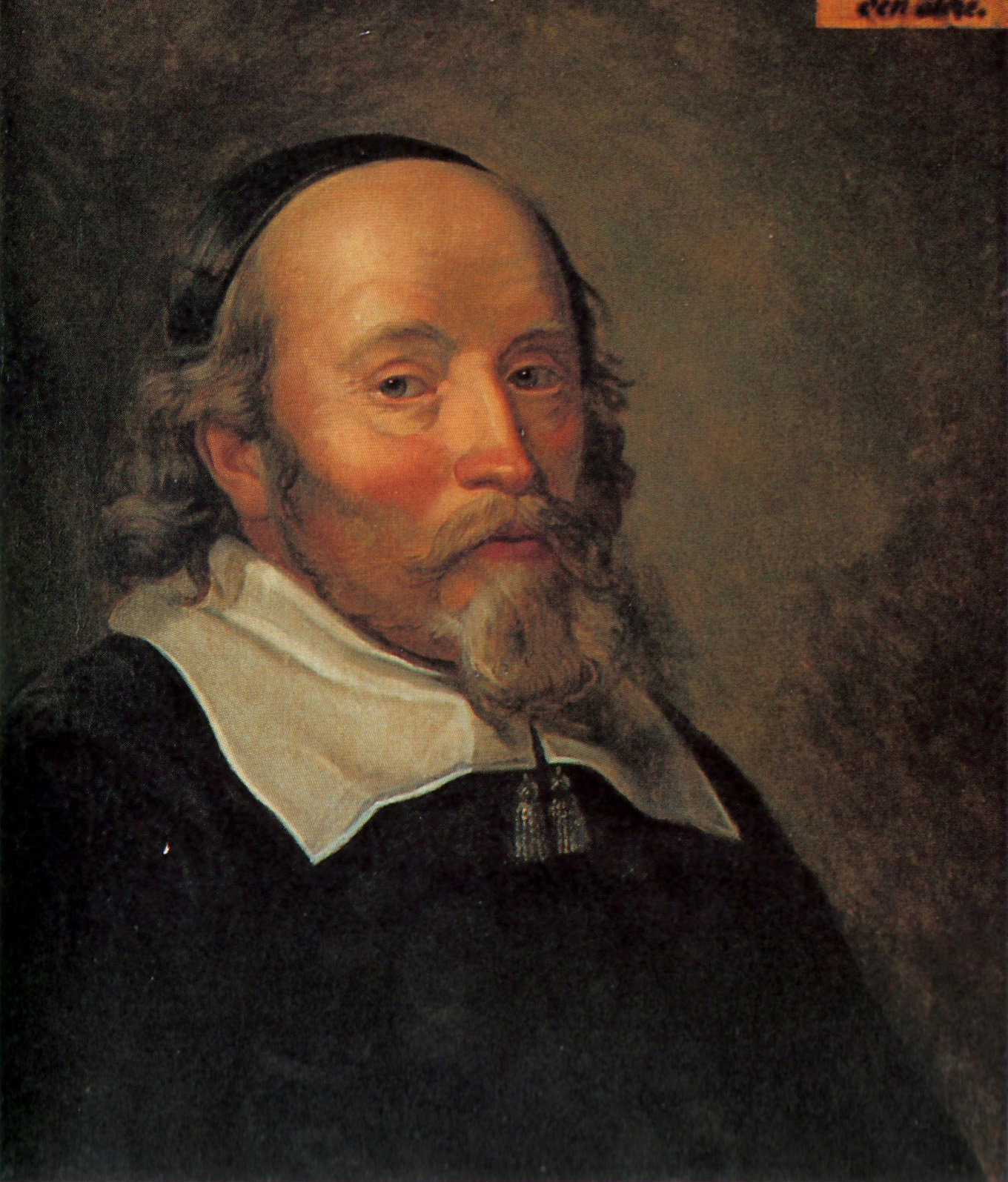
Louis De Geer der Ältere, porträtiert von David Beck, Gemälde im Schwedischen Nationalmuseum

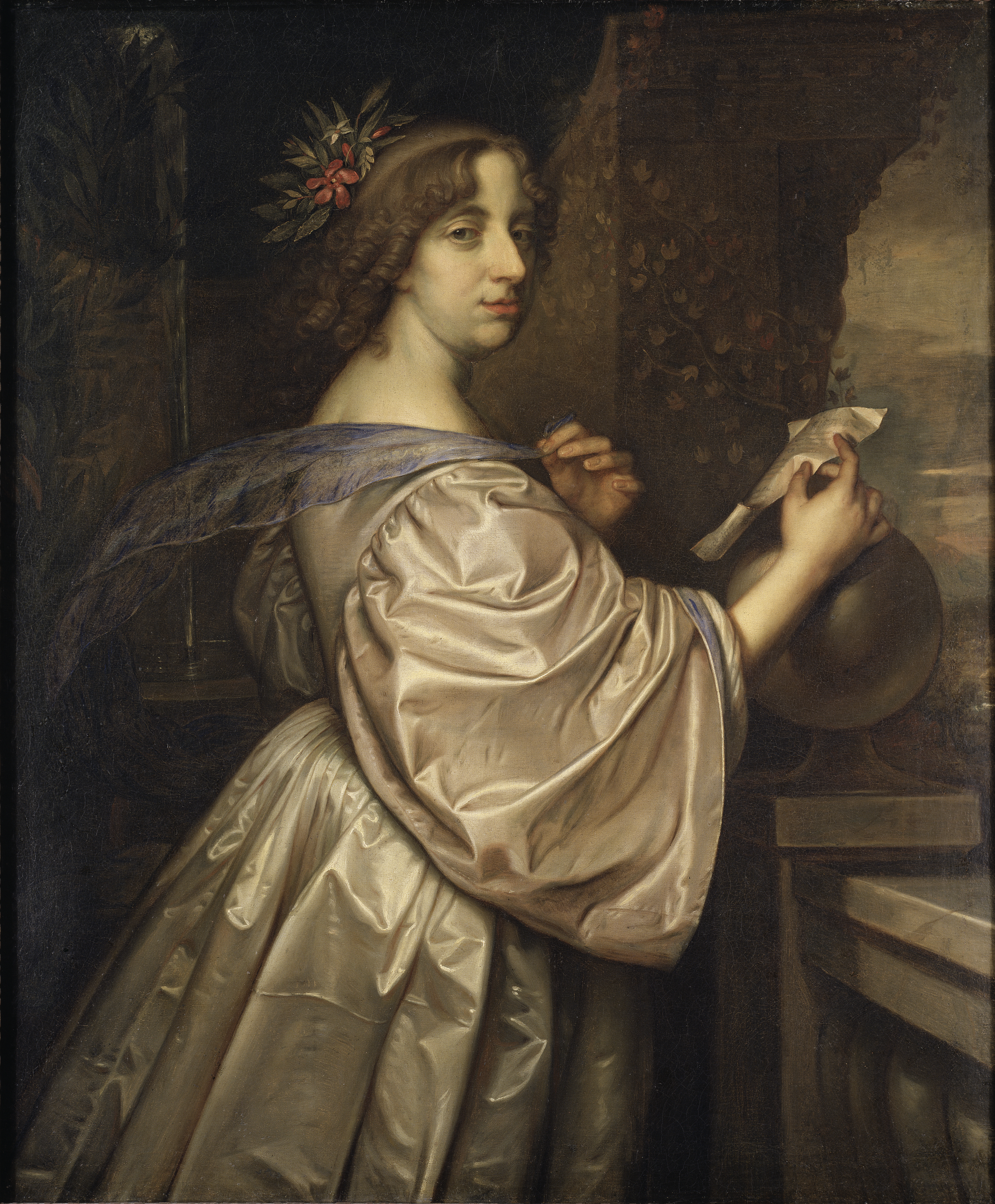
Porträt der schwedischen Königin Christina

David Beck (* 25. Mai 1621 in Delft; † 20. Dezember 1656 in Den Haag) war ein niederländischer Porträtmaler. Der spätere Hofmaler Christinas von Schweden wird dem niederländischen Goldenen Zeitalter zugerechnet.

## Leben
Beck, Sohn eines Delfter Lehrers, erhielt den Namen seines bekannten Onkels, eines Dichters, der in Arnhem lebte. Er erlernte die Malerei zunächst bei dem in den Niederlanden tätigen Portraitmaler Phillip Brown, gegen Ende des Jahres 1640 auch als Schüler und Assistent von Anthonis van Dyck in London. Beck galt als guter Zeichner, was den englischen König Karl I. zur Aussage bewegt haben soll, das Beck wohl auch beim Ausreiten der Post zeichnen könne. Karl beauftragte Beck, seine Söhne, darunter den späteren König Karl II. sowie seine Brüder Jakob und Henry Stuart, Duke of Gloucester im Zeichnen zu unterrichten. Nach Ausbruch des englischen Bürgerkrieges, in dessen Folge sein Förderer Karl hingerichtet wurde, verließ Beck England und trat dann zunächst in den Dienst des französischen Königs Ludwig XIII. Später wurde er für den dänischen Hof tätig, Christina von Schweden ernannte ihn 1647 zu ihrem ersten Kammerherrn und Hofmaler. In ihrem Auftrag besuchte er die Höfe von Deutschland, Dänemark, England, Frankreich und Italien, an denen er Porträts der dortigen Fürsten und anderer Persönlichkeiten für Christina von Schweden anfertigte. Im Austausch schenkte er den Porträtierten eines der Bildnisse der Königin, von denen er einige mit sich führte. Während Christinas Aufenthalt in Paris im Jahr 1656 reiste Beck entgegen ihren Wünschen zu Familienbesuchen nach Holland ab, wo er sich in Den Haag niederließ. Dort starb er plötzlich im Jahre 1656, man nimmt an, dass eine Vergiftung die Ursache war. Nur wenige Künstler wurden in ähnlicher Weise von einem Fürstenhaus unterstützt. Seine Fertigkeit im Malen wird als außerordentlich geschildert.